# Římskokatolická farnost Lipoltice
Římskokatolická farnost Lipoltice je územním společenstvím římských katolíků v pardubickém vikariátu královéhradecké diecéze.

## O farnosti

### Historie
Lipoltice byly majetkem vladyckého rodu, který se psal po místní tvrzi. Hroznata z Lipoltic byl benediktinem a opatem nedalekého Opatovického kláštera. Plebánie v Lipolticích je poprvé písemně doložena v roce 1350. Později zanikla. Až v roce 1783 byla v místě zřízena lokálie, ze které byla později vytvořena samostatná farnost.

### Současnost
Farnost je administrována ex currendo z Přelouče.
| Kostel             | Místo     | Bohoslužba                       | Bohoslužba | Poznámka     |
| ------------------ | --------- | -------------------------------- | ---------- | ------------ |
| Kostel sv. Matouše | Lipoltice | neděle (mimo 2. neděli v měsíci) | 8.00       | farní kostel |